# 白水镇 (泸西县)
白水镇，是中华人民共和国云南省红河哈尼族彝族自治州泸西县下辖的一个乡镇级行政单位。

## 行政区划
白水镇下辖以下地区：
黑龙村、桃园村、红杏村、巨木村、益谷村、善导村、既庶村、无浪村、山黑村、平田村、果衣村和直邑村。